# D (SAB)
D är ett signum i SAB. 

## DFilosofiochpsykologi
- Da Äldre västerländsk samt icke-västerländsk filosofisk litteratur
- Db Filosofins historia
  - Dbz Särskilda filosofer
- Dc Logik och språklig orienterad filosofi
  - Dca Logik
  - Dcb Argumentationsanalys
- Dd Kunskapsteori och vetenskapsteori
- De Värdefilosofi: allmänt
- Df Estetik
- Dg Etik
  - Dgb Individualetik
    - Dgbf Allmän vetenskaplig och kulturell verksamhet
      - Dgbfa Forskningsetik

  - Dgo Samhälls- och rättsvetenskap
    - Dgob Global etik

  - Dgq Ekonomi och näringsväsen
    - Dgqb Företagsetik

  - Dgv Medicinsk etik
- Dh Filosofisk antropologi
- Dj Verklighetsuppfattningar
- Do Psykologi
  - Doa Metodik
    - Doat Psykologiska mätmetoder

  - Dob Psykologins historia
    - Dobz Särskilda psykologer

  - Doc Särskilda riktningar och skolor
    - Docb Psykoanalys
    - Docc Gestaltpsykologi
    - Docd Behaviorism

  - Dod Fysiologisk psykologi
    - Dodf Känslor, känsloreaktioner

  - Doe Kognitiv psykologi
  - Dof Utvecklingspsykologi
    - Dofa Barn- och ungdomspsykologi
      - Dofaa Småbarnspsykologi
      - Dofab Barnpsykologi
      - Dofac Ungdomspsykologi

    - Doff Vuxenpsykologi
    - Dofg Åldrandets psykologi

  - Dog Differentiell psykologi
  - Dok Tillämpad psykologi
    - Dokb Personlig utveckling och träning
    - Dokc Människan inför döden

  - Dop Parapsykologi
  - Doö Särskilda verksamheters psykologi